# 蔣元樞
蔣元樞（1738年6月6日—1781年4月11日），字仲升，號香巖，江蘇常熟人，清朝官員。曾擔任過福建仙遊縣、惠安縣、崇安縣、建陽縣、晉江縣等縣知縣、廈門同知、臺灣府知府，並護理過臺灣道。其擔任臺灣府知府期間頗有建樹，與同樣擔過臺灣府知府的蔣毓英、蔣允焄合稱為府城三蔣。

## 生平

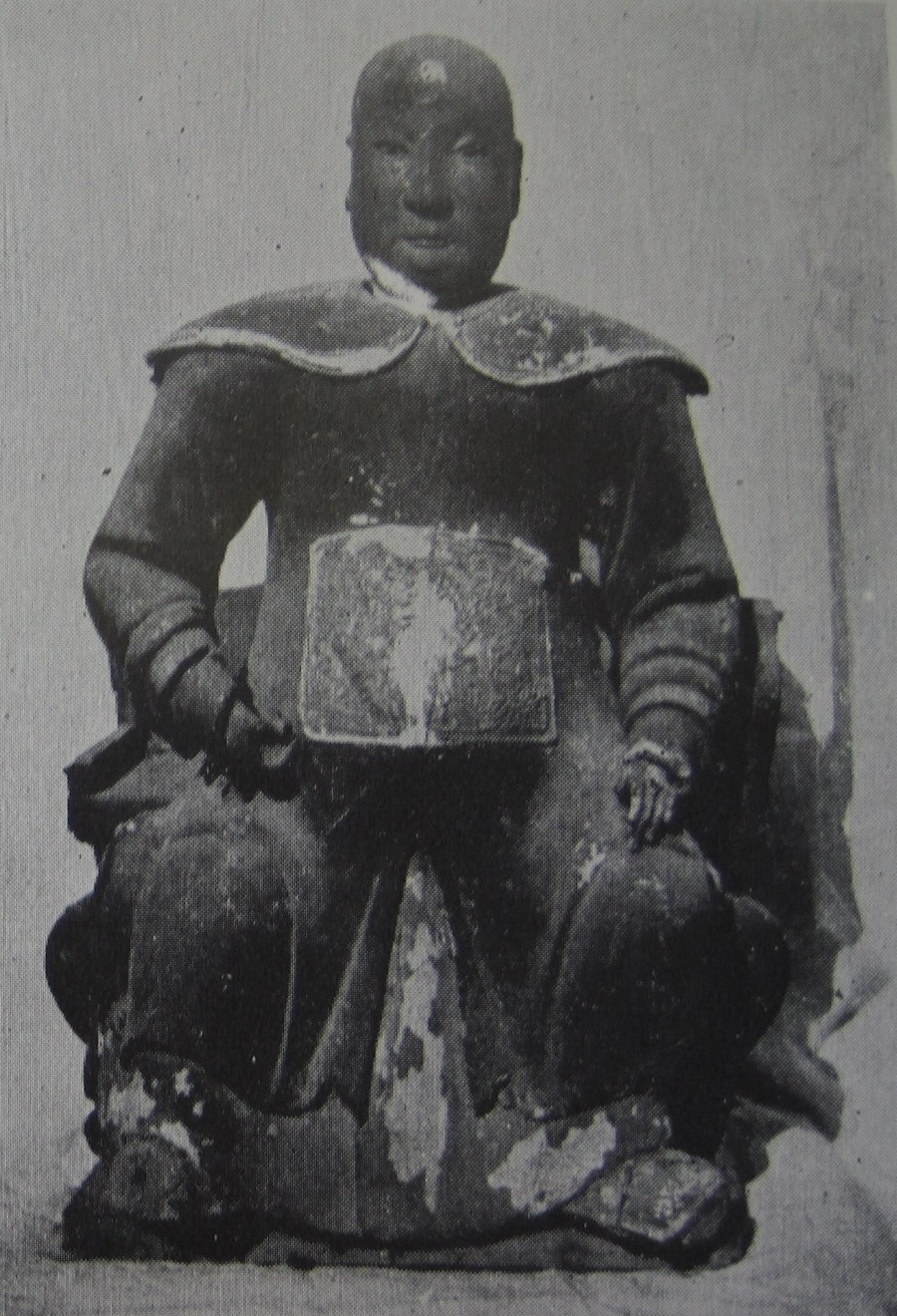
臺南風神廟裡的前臺灣知府蔣元樞像

蔣元樞出身常熟蔣氏望族，祖父蔣廷錫、父蔣溥均官至大學士。蔣元樞於乾隆三年四月十九日（1738年6月6日）出生，於二十四年（1759年）中舉人，但因為父親於乾隆二十六年（1761年）去世的關係而守制。服完喪後於乾隆二十九年（1764年）以舉人資格捐納知縣，分發福建試用。隔年（1765年）署福建省興化府仙遊縣知縣，並在該年隨閩浙總督前往浙江協辦乾隆帝四下江南事宜。不久其妻子於仙遊縣官署逝世，之後蔣元樞於乾隆三十一年（1766年）權福建省泉州府惠安縣知縣，同年十月改署建寧府崇安縣知縣，隔年（1767年）又改調建寧府建陽縣知縣。乾隆三十三年（1768年）回任崇安縣知縣，任內曾整修縣學。乾隆三十四年七月廿日（1769年8月21日），調補泉州府晉江縣知縣，後於乾隆三十六年（1772年）升廈門同知。
乾隆四十年（1775年）渡臺，於四月十四日（5月13日）就任臺灣府知府，次年十二月廿九日（1777年2月6日）護理臺灣道直到乾隆四十二年四月廿九日（1777年6月4日）。蔣元樞擔任臺灣府知府期間重建臺灣府木城，整飭海防，修建多處砲臺，增葺文廟、學宮，還曾編修《臺郡各建築圖說》。乾隆四十三年三月十四日（1778年4月10日）任滿三年，繼任知府萬綿前於六月到任。
乾隆四十五年（1780年），乾隆皇帝第五次南巡時，蔣元樞再度奉派浙省辦差，並獲乾隆帝引見。正當地方大員欲試蔣元樞更高要職之際，蔣元樞卻以病告免，回籍調理，旋於隔年（乾隆四十六）三月十八日（1781年4月11日）於福建逝世，乾隆帝得悉「深為悼念」，誥封朝議大夫。乾隆四十七年十二月十六日（1783年1月18日）葬於常熟縣虞山北。

## 其他
- 乾隆帝於乾隆四十四年（1779年）二月對蔣元樞的謝恩摺評語「有出息，蔣溥之子」。[4][5]乾隆四十五年（1780年）南巡接見時考語「蔣溥之子，還妥當。像賜棨。」[5]
- 蔣元樞在台灣留下《臺郡各建築圖說》、《護理臺澎兵備道臺灣府正堂蔣德政碑》等文物。然而據郭果六指出，這其實反映出萬曆至乾隆年間的浮誇立碑陋習。並以《護理臺澎兵備道臺灣府正堂蔣德政碑》為例，指出「民眾對他寫了許多空泛的頌揚之詞，立碑的具體緣由卻只因為蔣氏改建軍工廠門前的一座木板橋。」並根據〈重建臺郡橋梁圖說〉附圖所繪的橋樑指出橋的規模只有元人散曲中的「小橋流水人家」，「只因一座小橋就大張旗鼓的立碑讚頌，只怕建橋的花費還比不上立碑的支出。」浮誇的立碑也導致乾隆四十九年（1784年）朝廷全面禁碑與毀碑。[5]

## 外部連結
- 蔣元樞 （页面存档备份，存于）

| 官衔          | 官衔                                                            | 官衔          |
| ------------- | --------------------------------------------------------------- | ------------- |
| 前任： 李倓   | 建寧府崇安縣知縣 乾隆三十一年 （1766年）                        | 繼任： ?      |
| 前任： 方鼎   | 泉州府晉江縣知縣 乾隆三十四－三十六年 （1769－1771年）          | 繼任： 徐之寬 |
| 前任： 鄔維肅 | 泉州府同安縣知縣 乾隆三十七－三十七年 （1772－1772年）          | 繼任： 侯大成 |
| 前任： 成城   | 臺灣府知府 乾隆四十年四月十四日（1775年5月13日）上任            | 繼任： 萬綿前 |
| 前任： 馮廷丞 | 福建分巡臺灣兵備道 乾隆四十一年十二月廿九日（1777年2月6日）上任 | 繼任： 張棟   |